# Charles Wesley Tuttle
Pour les articles homonymes, voir Charles Tuttle.
Charles Wesley Tuttle (1er novembre 1829 – 17 juillet 1881) était un astronome américain, frère de Horace Parnell Tuttle, lui-même astronome,.

## Biographie
Charles Wesley Tuttle est né à Newfield (Maine, États-Unis). Ses parents étaient Moses Tuttle and Mary Merrow. Mary Merrow meurt en 1845, et quatre ans plus tard Moses Tuttle se remarie et déménage à Cambridge (Massachusetts). Charles Wesley devient un astronome amateur et construit son propre télescope. Lors d'une visite à l'Observatoire de Harvard il impressionne tant William Cranch Bond qu'en 1850 il est engagé comme assistant d'observatoire. À Harvard Charles Wesley est le premier à proposer l'existence du disque de poussières interne de Saturne. En 1853 il découvre une comète (C/1853 E1 Secchi) indépendamment du Romain Angelo Secchi. Mais la baisse de sa vue le contraint à renoncer à sa carrière astronomique dès l'année suivante. Il entre alors à l'École de droit de Harvard et devient U. S. Commissioner. Charles Wesley y écrit de nombreux articles pour la New England Historic Genealogy Society. Charles sera vite remplacé à Harvard par son cadet Horace Parnell.